# Suga (rapper)
Đây là một tên người Triều Tiên, họ là Min.
Min Yoon-gi (tiếng Hàn: 민윤기; sinh ngày 9 tháng 3 năm 1993), thường được biết đến với nghệ danh Suga (cách điệu là SUGA; tiếng Triều Tiên: 슈가) và Agust D, là một nam rapper, nhạc sĩ và nhà sản xuất âm nhạc người Hàn Quốc. Anh là thành viên của nhóm nhạc nam Hàn Quốc BTS.
Năm 2016, anh phát hành mixtape solo đầu tay Agust D. Năm 2018, anh tái phát hành bản mixtape dưới dạng tải kỹ thuật số và phát trực tuyến. Phiên bản tái phát hành đạt vị trí số 3 trên World Albums Chart của Billboard. Năm 2020, anh phát hành mixtape solo thứ hai D-2. Về mặt thương mại, mixtape đạt vị trí số 11 trên Billboard 200, vị trí số 7 trên UK Albums Chart và vị trí số 2 trên ARIA Album Chart của Úc. Suga sở hữu hơn 100 bài hát được Hiệp hội Bản quyền Âm nhạc Hàn Quốc đăng ký bản quyền với tư cách là nhạc sĩ và nhà sản xuất, bao gồm "Wine" của Suran, đạt vị trí cao nhất ở vị trí số 2 trên Gaon Music Chart và đoạt giải Bài hát Soul/R&B của năm tại Melon Music Awards.

## Tiểu sử
Min Yoon-gi sinh ngày 9 tháng 3 năm 1993 tại Daegu, Hàn Quốc. Anh là con út trong một gia đình có 2 anh em trai. Anh theo học tại Trường Tiểu học Taejeon, Trường Trung học cơ sở Gwaneum và Trường Trung học phổ thông Apgujeong.
Tháng 3 năm 2019, sau khi tốt nghiệp Đại học Global Cyber chuyên ngành Phát thanh và Giải trí, anh tham gia khóa học Thạc sĩ Quản trị Kinh doanh (MBA) tại Đại học Hanyang Cyber chuyên ngành Quảng cáo và Truyền thông.

## Nghệ danh
Nghệ danh Suga (tiếng Triều Tiên: 슈가) của anh xuất phát từ 2 âm tiết đầu tiên của thuật ngữ Shooting Guard (tiếng Triều Tiên: 슈팅 가드) có nghĩa là hậu vệ ghi điểm, vị trí mà anh từng chơi trong đội bóng rổ khi còn là học sinh. Anh lấy nghệ danh Agust D vào năm 2016 cho mixtape của mình. Nghệ danh Agust D xuất phát từ cụm từ Daegu Town — nơi sinh của anh — viết tắt là DT và Suga đánh vần ngược lại.

## Sự nghiệp

### 1993–2010: Khởi đầu
Anh bắt đầu quan tâm đến rap sau khi nghe bài hát "Ragga Muffin" của Stony Skunk, cho biết sản phẩm có phần khác biệt so với mọi thứ mà anh từng nghe trước đó. Sau khi nghe các bài hát của Epik High, anh quyết định trở thành một rapper.
Đến năm 13 tuổi, anh bắt đầu viết lời nhạc và học về MIDI. Anh từng làm công việc bán thời gian tại một phòng thu âm vào năm 17 tuổi. Kể từ đó, anh bắt đầu sáng tác nhạc, biên khúc, đọc rap và biểu diễn. Trước khi được ký kết hợp đồng, anh hoạt động dưới nghệ danh Gloss với tư cách là rapper thuộc giới underground. Với tư cách là thành viên của nhóm nhạc hip hop D-Town vào năm 2010, anh sản xuất "518-062", một bài hát kỷ niệm phong trào dân chủ Gwangju.

### 2013–nay: BTS
Ban đầu gia nhập Big Hit Entertainment với tư cách là nhà sản xuất âm nhạc, Suga được công ty đào tạo trong 3 năm cùng với thành viên J-Hope và RM. Ngày 13 tháng 6 năm 2013, Suga ra mắt với tư cách là thành viên của BTS với album đầu tay 2 Cool 4 Skool của nhóm. Anh tham gia vào quá trình sản xuất và viết lời cho nhiều bài hát trong tất cả các album của BTS.
Đối với mini album tiếng Hàn thứ ba The Most Beautiful Moment in Life, Pt. 1 của BTS, Suga phát hành đoạn giới thiệu solo mang tên "Intro: The Most Beautiful Moment in Life". Ca từ của bản nhạc rap đề cập đến nỗi sợ hãi khi trưởng thành vào cuối những năm tuổi vị thành niên. Bài hát được phát hành vào ngày 17 tháng 4 năm 2015 cùng với một video âm nhạc hoạt hình. Phần kế tiếp của The Most Beautiful Moment in Life, Pt. 1 là The Most Beautiful Moment in Life, Pt. 2 bao gồm một đoạn giới thiệu khác mang tên "Intro: Never Mind" do Suga thể hiện, đặc biệt hồi tưởng lại những năm tháng tuổi thanh thiếu niên của Suga. Bài hát được phát hành vào ngày 15 tháng 11 năm 2015, đồng thời được dùng làm đoạn giới thiệu cho album tổng hợp The Most Beautiful Moment in Life: Young Forever của BTS vào năm 2016. Suga không thể hiện bất cứ đoạn giới thiệu nào khác cho BTS mãi đến năm 2020, thời điểm anh phát hành "Interlude: Shadow" trong album phòng thu Map of the Soul: 7 của nhóm. Bài hát thuộc thể loại nhạc rap, có phần nhạc được lấy mẫu từ "Intro: O! RUL8,2?" trong mini album cùng tên của nhóm vào năm 2013. Về mặt ca từ, đoạn rap của Suga kể về nỗi sợ hãi và bất an đi kèm với sự nổi tiếng và thành công của BTS. Bài hát được phát hành vào ngày 10 tháng 1 cùng với một video âm nhạc đề cập đến mặt trái của sự nổi tiếng.
Ngoài việc thể hiện đoạn giới thiệu cho BTS, Suga còn phát hành 2 bài hát solo dưới tên của nhóm. Đầu tiên, bài hát "First Love" trong album phòng thu Wings của BTS vào năm 2016 là một bản nhạc rap tự truyện gợi nhớ đến một đoạn độc thoại. Trong album tổng hợp Love Yourself: Answer vào năm 2018, Suga phát hành bài hát "Trivia: Seesaw" kể về sự lên xuống của tình yêu.

### 2016–nay: Sản phẩm solo
Suga phát hành mixtape cùng tên miễn phí thông qua SoundCloud vào ngày 15 tháng 8 năm 2016. Anh quyết định không phát hành dự án dưới dạng một album phòng thu thương mại, mô tả điều này là "cảm giác như bị mắc kẹt trong một khuôn khổ nhất định." Trong bản thu âm, anh rap về các vấn đề như cuộc đấu tranh của mình với chứng trầm cảm và chứng ám ảnh sợ xã hội. Fuse TV vinh danh sản phẩm là một trong 20 mixtape hàng đầu của năm 2016. Năm 2017, Suga sáng tác bài hát "Wine" cho nữ ca sĩ Suran, người mà trước đây anh từng hợp tác cho một bài hát trong mixtape của anh. Tại phòng thu âm của Suga, Suran đã nghe một bản nháp của "Wine" và cô đã hỏi Suga về bài hát này. Bài hát đạt vị trí cao nhất ở vị trí số 2 trên Gaon Digital Chart và đoạt giải Bài hát Soul/R&B của năm tại Melon Music Awards vào ngày 2 tháng 12 năm 2017. Suga cũng đoạt giải Xu hướng sôi nổi của năm cho bài hát. Suga sau đó tái phát hành mixtape của mình dưới dạng tải kỹ thuật số và phát trực tuyến vào tháng 2 năm 2018. Phiên bản tái phát hành đạt vị trí số 3 trên World Albums Chart của Billboard, vị trí số 5 trên Heatseekers Albums và vị trí số 74 trên Top Album Sales. Sản phẩm cũng đưa nghệ danh solo của Suga là Agust D đạt vị trí số 46 trên Emerging Artists theo bảng xếp hạng ngày 3 tháng 3 trong tuần.
Tháng 1 năm 2019, Suga góp giọng rap trong đĩa đơn "Song Request" của Lee So-ra. Bài hát được đồng sáng tác bởi Suga và Tablo của Epik High, người đồng sản xuất bài hát. Đĩa đơn ra mắt ở vị trí số 3 trên Gaon Digital Chart của Hàn Quốc và vị trí số 2 trên bảng xếp hạng World Digital Songs của Billboard với 3.000 lượt tải trong sau 2 ngày phát hành. Suga sau đó sản xuất một bài hát cho Epik High mang tên "Eternal Sunshine" trong mini album Sleepless vào tháng 2. Anh đồng sáng tác và sản xuất đĩa đơn kỹ thuật số "We Don't Talk Together" cho nữ ca sĩ Heize được phát hành vào ngày 7 tháng 7. Tháng 12, nữ ca sĩ kiêm nhạc sĩ người Mỹ Halsey phát hành bài hát "Suga's Interlude" hợp tác với Suga và do anh sản xuất trong album phòng thu thứ ba Manic của cô.
Ngày 6 tháng 5 năm 2020, nữ ca sĩ IU phát hành đĩa đơn kỹ thuật số "Eight" được sản xuất và hợp tác với Suga. Bài hát ra mắt ở vị trí số 1 trên bảng xếp hạng Gaon Digital Chart và Billboard World Digital Songs. Suga phát hành mixtape thứ hai D-2 (phần tiếp theo của Agust D) cùng với một video âm nhạc cho bài hát chủ đề "Daechwita" vào ngày 22 tháng 5, đạt vị trí số 76 trên bảng xếp hạng Billboard Hot 100 của Hoa Kỳ. Mixtape ra mắt ở vị trí số 11 trên Billboard 200 và là album có vị trí cao nhất của một nghệ sĩ solo Hàn Quốc tại Hoa Kỳ. Sản phẩm còn là album solo đầu tiên của Hàn Quốc ra mắt trong top 10 tại Vương quốc Anh với vị trí số 7 trên bảng xếp hạng UK Albums Chart.
Năm 2021, Suga tái sản xuất bản nhạc chuông đặc trưng "Over the Horizon" của Samsung. Bản nhạc được công bố vào ngày 11 tháng 8 năm 2021 trong khuôn khổ sự kiện "Unpacked 2021" của Samsung. Ngày 8 tháng 10 năm 2021, có thông báo rằng Suga sẽ tham gia sản xuất bài hát chủ đề "You" cho nam ca sĩ Nhật Bản ØMI được phát hành vào ngày 15 tháng 10. Tháng 12 năm 2021, Suga góp giọng trong album Fighting Demons của nam rapper Juice Wrld cho đĩa đơn "Girl of My Dreams". Bài hát ra mắt ở vị trí số 29 trên Billboard Hot 100, đánh dấu lần ra mắt thứ hai của Suga trên bảng xếp hạng với tư cách là nghệ sĩ solo. Ngày 25 tháng 4 năm 2022, Suga được tiết lộ là nhà sản xuất cho bài hát chủ đề "That That" từ album phòng thu Psy 9 của Psy. Anh cũng đồng sáng tác và góp giọng trong đĩa đơn, đồng thời xuất hiện trong video âm nhạc cùng với Psy.

## Phong cách nghệ thuật

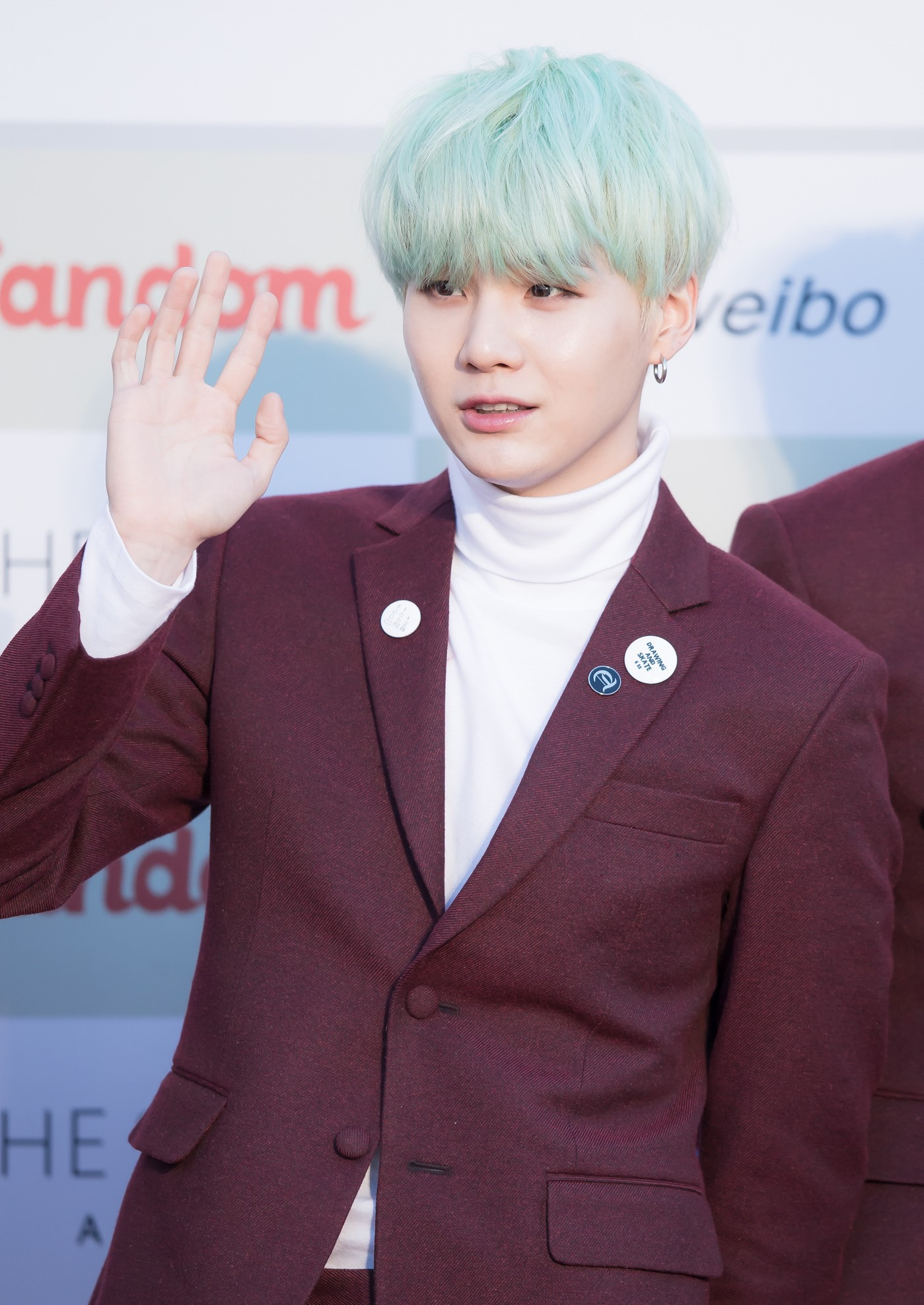
Suga tại lễ trao giải Gaon Chart Music Awards năm 2016 vào ngày 17 tháng 2 năm 2016.

Suga đảm nhận viết lời, sáng tác, biên khúc, phối nhạc và sản xuất cho các sản phẩm âm nhạc của mình. Hơn 100 bài hát của anh đã được Hiệp hội Bản quyền Âm nhạc Hàn Quốc đăng ký bản quyền. Anh có thể chơi đàn piano và sản xuất âm nhạc hip hop và R&B. Ca từ của anh thường đề cập đến chủ đề "tràn đầy ước mơ và niềm hy vọng", được hình thành với mục tiêu đưa âm nhạc của mình trở thành "nguồn sức mạnh của nhiều người". Anh đã đề cập đến Stony Skunk và Epik High là nguồn cảm hứng âm nhạc của anh khi theo đuổi dòng nhạc hip hop. Cụ thể, anh cho biết album hỗn hợp reggae-hip hop Ragga Muffin (2005) của Stony Skunk cũng như bài hát chủ đề của sản phẩm đã khơi dậy niềm yêu thích của anh đối với thể loại này.
Jeff Benjamin của Fuse đánh giá bản mixtape của Suga rằng chúng "bộc lộ đôi tai thính của ngôi sao này cho những sản phẩm nóng bỏng, phong cách rap mạnh mẽ và cách anh chàng biến những nhược điểm của mình thành sức mạnh." Các nhà phê bình khác cho rằng "cách kể chuyện của Suga trong âm nhạc mà anh tạo ra đã phá bỏ rào cản kiểm duyệt và vẽ vời".
Tháng 1 năm 2018, Suga trở thành thành viên chính thức của Hiệp hội Bản quyền Âm nhạc Hàn Quốc.

## Tác động và ảnh hưởng
Theo cuộc khảo sát do Gallup Korea thực hiện, Suga được xếp ở vị trí số 13 cho thần tượng được yêu thích nhất năm 2017. Theo cuộc khảo sát năm 2018 và 2019, anh được xếp lần lượt ở vị trí số 7 và 9.
Năm 2018, anh được Tổng thống Hàn Quốc trao tặng Huân chương Văn hóa cùng với các thành viên khác của BTS nhờ những đóng góp của nhóm trong việc truyền bá văn hoá và ngôn ngữ Hàn Quốc. Tháng 7 năm 2021, anh được Tổng thống Moon Jae-in bổ nhiệm làm Đặc phái viên của Tổng thống về Thế hệ Tương lai và Văn hóa cùng với các thành viên khác của BTS nhằm "nâng cao nhận thức về chương trình nghị sự toàn cầu, tăng trưởng bền vững và củng cố sức mạnh ngoại giao của các quốc gia trên toàn cầu".

## Đời tư
Năm 2018, Suga mua một căn hộ cao cấp trị giá 3 triệu USD tại Hannam-dong, Seoul, Hàn Quốc và đến năm 2019, anh sống tại Hannam-dong.

### Sức khỏe
Tháng 12 năm 2013, Suga được chẩn đoán mắc bệnh viêm ruột thừa và phải trải qua một cuộc phẫu thuật tại Bệnh viện Severance ở Sinchon vào ngày 9. Anh được xuất viện vào ngày 17, nhưng phải tái nhập viện vào ngày 26 do vết mổ bị viêm. Vì vậy, anh không thể tham dự bất kỳ lễ hội âm nhạc vào cuối năm.
Tháng 12 năm 2016, Suga bị chấn thương ở vùng tai do bị vấp ngã trước ngưỡng cửa. Theo khuyến cáo của bác sĩ, anh phải tạm dừng biểu diễn trong 1 tuần và không tập luyện vũ đạo (kể cả lễ hội âm nhạc vào cuối năm) để đảm bảo vết thương được chữa lành đúng cách.
Tháng 11 năm 2020, Suga phải trải qua một cuộc phẫu thuật để khâu lại vết rách sụn viền (tổn thương Bankart đảo ngược) ở sau vùng vai trái và thông báo rằng anh sẽ tạm dừng mọi hoạt động quảng bá tiếp theo để hồi phục hoàn toàn.

## Hoạt động khác

### Từ thiện
Năm 2014, Suga hứa hẹn rằng anh sẽ mua thịt cho người hâm mộ nếu như anh đạt được thành công với tư cách là nghệ sĩ âm nhạc. Bốn năm sau, nhân dịp sinh ngày sinh nhật thứ 25 của mình, anh quyên góp thịt bò cho 39 trại trẻ mồ côi dưới danh nghĩa ARMY — cộng đồng người hâm mộ của BTS. Nhân dịp sinh nhật lần thứ 26 của mình vào năm 2019, anh quyên góp 100 triệu KRW (88.000 USD) và 329 búp bê Shooky của BT21 cho Korea Pediatric Cancer Foundation. Ngày 27 tháng 2 năm 2020, Suga quyên góp 100 triệu KRW cho Hope Bridge National Disaster Relief Association nhằm hỗ trợ nguồn lực ngăn chặn và cứu trợ tại quê nhà của anh là Daegu, một trong những thành phố chịu ảnh hưởng nặng nề nhất bởi sự bùng phát của đại dịch COVID-19 ở Hàn Quốc vào thời điểm đó. Ngày 9 tháng 3 năm 2021, anh quyên góp 100 triệu KRW cho Bệnh viện Dongsan của Đại học Keimyung ở Daegu nhằm hỗ trợ các bệnh nhi ung thư không thể tiếp cận cơ sở điều trị do gặp khó khăn về tài chính.

### Xã hội
Suga thường xuyên chia sẻ một cách cởi mở về sức khỏe tinh thần và sự bình đẳng cho cộng đồng LGBTQ.

## Danh sách đĩa nhạc

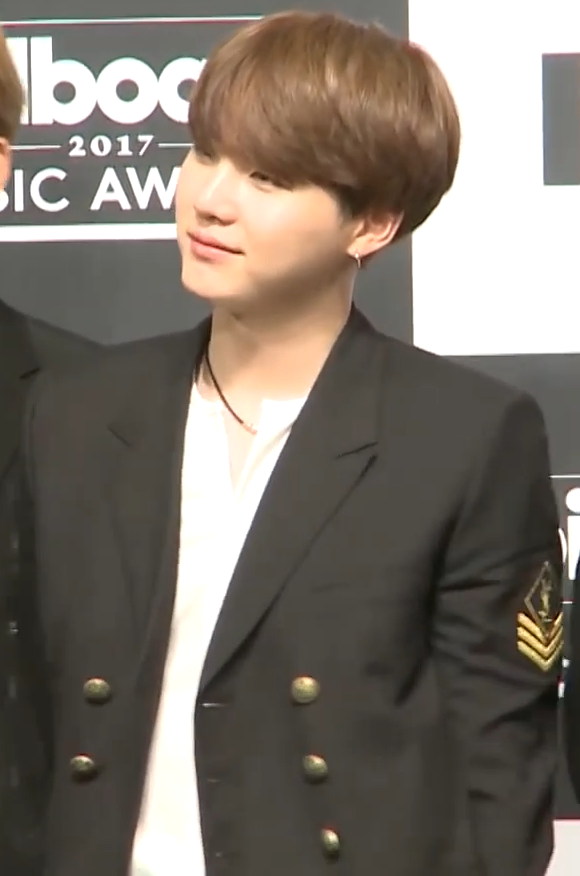
Suga tại một buổi họp báo ở Seoul sau lễ trao giải Billboard Music Awards năm 2017 vào ngày 29 tháng 5 năm 2017.

### Album phòng thu
| Tựa đề | Thông tin                                                 |
| ------ | --------------------------------------------------------- |
| D-Day  | - Ngày phát hành: 21 tháng 4 năm 2023 - Hãng đĩa: Big Hit |

### Mixtape
| Tên | Chi tiết album                                                                                  | Vị trí cao nhất | Vị trí cao nhất | Vị trí cao nhất | Vị trí cao nhất | Vị trí cao nhất | Vị trí cao nhất | Vị trí cao nhất | Vị trí cao nhất | Vị trí cao nhất | Doanh số                  |
| Tên | Chi tiết album                                                                                  | AUS             | CAN             | FIN             | IRE             | JPN             | NOR             | NZ              | UK              | US              | Doanh số                  |
| --- | ----------------------------------------------------------------------------------------------- | --------------- | --------------- | --------------- | --------------- | --------------- | --------------- | --------------- | --------------- | --------------- | ------------------------- |
| Agust D                                                                                                | - Phát hành: 15 tháng 8, 2016 - Hãng đĩa: Big Hit - Định dạng: Tải kỹ thuật số, phát trực tuyến | —               | —               | —               | —               | 77              | —               | —               | —               | —               |                           |
| D-2 | - Phát hành: 22 tháng 5, 2020 - Hãng đĩa: Big Hit - Định dạng: Tải kỹ thuật số, phát trực tuyến | 2               | 12              | 4               | 10              | 7               | 7               | 10              | 7               | 11              | - JPN: 3,344 - US: 14,000 |
| "—" biểu thị cho bản phát hành không ra mắt trên bảng xếp hạng hoặc không được phát hành ở khu vực đó. |                                                                                                 |                 |                 |                 |                 |                 |                 |                 |                 |                 |                           |

## Đĩa đơn

#### Là nghệ sĩ chính
| Tựa đề                                                                                              | Năm  | Vị trí cao nhất | Vị trí cao nhất | Vị trí cao nhất | Vị trí cao nhất | Vị trí cao nhất | Vị trí cao nhất | Vị trí cao nhất | Doanh số     | Album   |
| Tựa đề                                                                                              | Năm  | HUN             | NZ Hot          | SCO             | UK              | UK Down.        | US              | US World        | Doanh số     | Album   |
| --------------------------------------------------------------------------------------------------- | ---- | --------------- | --------------- | --------------- | --------------- | --------------- | --------------- | --------------- | ------------ | ------- |
| "Agust D"                                                                                           | 2016 | —               | —               | —               | —               | —               | —               | —               |              | Agust D |
| "Give It to Me"                                                                                     | 2016 | —               | —               | —               | —               | —               | —               | 4               |              | Agust D |
| "Daechwita"                                                                                         | 2020 | 2               | 6               | 8               | 68              | 6               | 76              | 1               | - US: 17,000 | D-2     |
| "People Pt. 2" (hợp tác với IU)                                                                     | 2023 | —               | —               | *               | —               | —               | —               | —               |              | D-Day   |
| "—" biểu thị cho bản phát hành không có trong bảng xếp hạng hoặc không được phát hành ở khu vực đó. |      |                 |                 |                 |                 |                 |                 |                 |              |         |

### Bài hát được xếp hạng
| Tên                                                                                                 | Năm  | Vị trí cao nhất | Vị trí cao nhất | Vị trí cao nhất | Vị trí cao nhất | Vị trí cao nhất | Vị trí cao nhất | Vị trí cao nhất | Vị trí cao nhất | Vị trí cao nhất | Doanh số                  | Album                                    |
| Tên                                                                                                 | Năm  | KOR             | KOR             | HUN             | NZ Hot          | SCO             | UK              | UK Down.        | US              | US              | Doanh số                  | Album                                    |
| Tên                                                                                                 | Năm  | Gaon            | Hot 100         | HUN             | NZ Hot          | SCO             | UK              | UK Down.        | Hot 100         | World           | Doanh số                  | Album                                    |
| --------------------------------------------------------------------------------------------------- | ---- | --------------- | --------------- | --------------- | --------------- | --------------- | --------------- | --------------- | --------------- | --------------- | ------------------------- | ---------------------------------------- |
| "Intro: The Most Beautiful Moment in Life"                                                          | 2015 | 110             | —               | —               | —               | —               | —               | —               | —               | —               | - KOR: 22,056             | The Most Beautiful Moment in Life, Pt. 1 |
| "Give It To Me"                                                                                     | 2016 | —               | —               | —               | —               | —               | —               | —               | —               | 4               |                           | Agust D                                  |
| "The Last" (마지막; Majimak)                                                                        | 2016 | —               | —               | —               | —               | —               | —               | —               | —               | 24              |                           | Agust D                                  |
| "So Far Away" (hợp tác với Suran)                                                                   | 2016 | —               | —               | —               | —               | —               | —               | —               | —               | 19              |                           | Agust D                                  |
| "Tony Montana" (hợp tác với Yankie)                                                                 | 2016 | —               | —               | —               | —               | —               | —               | —               | —               | 22              |                           | Agust D                                  |
| "First Love"                                                                                        | 2016 | 32              | —               | —               | —               | —               | —               | —               | —               | 17              | - KOR: 103,240            | Wings                                    |
| "Trivia: Seesaw"                                                                                    | 2018 | 39              | 6               | 9               | 15              | 59              | —               | 58              | —               | 5               | - US: 11,000              | Love Yourself: Answer                    |
| "Interlude: Shadow"                                                                                 | 2020 | 48              | 31              | 19              | —               | 54              | —               | 59              | —               | 11              |                           | Map of the Soul: 7                       |
| "Moonlight"                                                                                         | 2020 | —               | —               | 19              | 34              | —               | —               | —               | —               | 5               |                           | D-2                                      |
| "Daechwita"                                                                                         | 2020 | —               | —               | 2               | 6               | 8               | 68              | 6               | 76              | 1               | - US: 17,000              | D-2                                      |
| "What Do You Think?"                                                                                | 2020 | —               | —               | 13              | 30              | —               | —               | —               | —               | 4               |                           | D-2                                      |
| "Strange" (hợp tác với RM)                                                                          | 2020 | —               | —               | 26              | —               | —               | —               | —               | —               | 2               | - US: 7,600               | D-2                                      |
| "28" (hợp tác với NiiHWA)                                                                           | 2020 | —               | —               | —               | —               | —               | —               | —               | —               | 7               |                           | D-2                                      |
| "Burn It" (hợp tác với MAX)                                                                         | 2020 | —               | —               | 11              | —               | —               | —               | —               | —               | 3               |                           | D-2                                      |
| "People"                                                                                            | 2020 | —               | —               | 24              | 32              | —               | —               | —               | —               | 6               |                           | D-2                                      |
| "Honsool"                                                                                           | 2020 | —               | —               | 22              | —               | —               | —               | —               | —               | 10              |                           | D-2                                      |
| "Interlude : Set Me Free"                                                                           | 2020 | —               | —               | 23              | —               | —               | —               | —               | —               | 9               |                           | D-2                                      |
| "Dear My Friend" (hợp tác với Kim Jong-wan)                                                         | 2020 | —               | —               | 25              | —               | —               | —               | —               | —               | 8               |                           | D-2                                      |
| Như nghệ sĩ góp giọng                                                                               |      |                 |                 |                 |                 |                 |                 |                 |                 |                 |                           |                                          |
| "Song Request" (신청곡; Sincheonggok) (Lee So-ra hợp tác với Suga)                                  | 2019 | 3               | 9               | 37              | —               | —               | —               | —               | —               | 2               | - US: 3,000               | Đĩa đơn không có trong album             |
| "Suga's Interlude" (Halsey hợp tác với Suga)                                                        | 2019 | 194             | —               | 9               | 18              | 61              | —               | 34              | —               | —               | - US: 9,100               | Manic và Collabs                         |
| "Eight" (에잇) (IU sản xuất và hợp tác với Suga)                                                    | 2020 | 1               | 1               | 12              | 14              | 44              | —               | 42              | —               | 1               | - US: 7,000               | Đĩa đơn không có trong album             |
| "Blueberry Eyes" (MAX hợp tác với Suga)                                                             | 2020 | —               | —               | —               | 26              | —               | —               | —               | —               | —               |                           | Colour Vision                            |
| "My Universe (SUGA Remix)" (Coldplay hợp tác với BTS)                                               | 2021 | —               | —               | —               | —               | —               | —               | —               | —               | —               |                           | Đĩa đơn không có trong album             |
| "Girl of My Dreams" (Juice Wrld hợp tác với Suga)                                                   | 2021 | —               | —               | 10              | 3               | —               | —               | 19              | 29              | —               |                           | Fighting Demons                          |
| "That That" (Psy hợp tác với Suga)                                                                  | 2022 | 3               | 1               | —               | —               | —               | 61              | —               | 80              | 1               | - US: 10,800 - WW: 18,800 | Psy 9th                                  |
| "—" biểu thị cho bản phát hành không có trong bảng xếp hạng hoặc không được phát hành ở khu vực đó. |      |                 |                 |                 |                 |                 |                 |                 |                 |                 |                           |                                          |

### Bài hát khác
| Năm  | Tên                                           | Định dạng                       | Ghi chú         | Nguồn   |
| ---- | --------------------------------------------- | ------------------------------- | --------------- | ------- |
| 2012 | "All I Do Is Win"                             | Tải kỹ thuật số phát trực tuyến | —               | [ 115 ] |
| 2013 | "Dream Money"                                 | Tải kỹ thuật số phát trực tuyến | —               | [ 116 ] |
| 2013 | "Adult Child"                                 | Tải kỹ thuật số phát trực tuyến | với RM & Jin    | [ 117 ] |
| 2013 | "It Doesn't Matter" (싸이하누월; Ssaihanuwol) | Tải kỹ thuật số phát trực tuyến | —               | [ 118 ] |
| 2018 | "Ddaeng" (땡)                                 | Tải kỹ thuật số phát trực tuyến | với RM & J-Hope | [ 119 ] |

### Sản xuất
| Năm  | Tên                                                                   | Nghệ sĩ                     | Album                        | Nguồn   |
| ---- | --------------------------------------------------------------------- | --------------------------- | ---------------------------- | ------- |
| 2010 | "518-062"                                                             | D-Town                      | Đĩa đơn không có trong album | [ 120 ] |
| 2017 | "Wine" (오늘 취하면; Oneul chwihamyeon [lit. "If I Get Drunk Today"]) | Suran (hợp tác với Changmo) | Walkin'                      | [ 24 ]  |
| 2019 | "Eternal Sunshine" (새벽에; Saebyeoge [lit. "At Dawn"])               | Epik High                   | Sleepless in                 | [ 34 ]  |
| 2019 | "We Don't Talk Together"                                              | Heize (hợp tác với Giriboy) | Đĩa đơn không có trong album | [ 35 ]  |
| 2020 | "Eight" (에잇)                                                        | IU (hợp tác với Suga)       | Đĩa đơn không có trong album | [ 37 ]  |
| 2021 | "You"                                                                 | ØMI                         | Đĩa đơn không có trong album | [ 45 ]  |

## Danh sách phim

### Video âm nhạc
| Năm  | Tên                  | Thời lượng | Đạo diễn                 | Ghi chú                | Nguồn   |
| ---- | -------------------- | ---------- | ------------------------ | ---------------------- | ------- |
| 2016 | "Agust D"            | 3:06       | Sung-wook Kim (OUI)      | dưới nghệ danh Agust D | [ 121 ] |
| 2016 | "Give It to Me"      | 2:34       | Sung-wook Kim (OUI)      | dưới nghệ danh Agust D | [ 122 ] |
| 2020 | "Daechwita" (대취타) | 4:29       | Yong-seok Choi (Lumpens) | dưới nghệ danh Agust D | [ 123 ] |

### Đoạn giới thiệu và phim ngắn
| Năm  | Tên                                        | Thời lượng | Đạo diễn                 | Ghi chú                        | Nguồn   |
| ---- | ------------------------------------------ | ---------- | ------------------------ | ------------------------------ | ------- |
| 2015 | "Intro: The Most Beautiful Moment in Life" | 2:12       | GDW                      | Hoạt hình                      | [ 124 ] |
| 2016 | "First Love #4"                            | 2:57       | Yong-seok Choi (Lumpens) | —                              | [ 125 ] |
| 2020 | "Interlude : Shadow"                       | 2:59       | Oui Kim (OUI)            | Đoạn giới thiệu cho sự trở lại | [ 126 ] |

### Phim điện ảnh
| Năm  | Tựa phim                              | Vai trò    | Hãng phát hành |
| ---- | ------------------------------------- | ---------- | -------------- |
| 2024 | SUGA - AGUST D Tour ‘D-DAY’ The Movie | Chính mình | Big Hit        |

## Giải thưởng và đề cử
| Giải thưởng             | Năm  | Hạng mục                 | Đề cử                         | Kết quả   | Nguồn   |
| ----------------------- | ---- | ------------------------ | ----------------------------- | --------- | ------- |
| Melon Music Awards      | 2017 | Xu hướng sôi nổi của năm | Suran & Suga                  | Đoạt giải | [ 127 ] |
| Mnet Asian Music Awards | 2019 | Hợp tác xuất sắc nhất    | "Song Request" (với Lee Sora) | Đoạt giải | [ 128 ] |
| Mnet Asian Music Awards | 2020 | Hợp tác xuất sắc nhất    | "Eight" (với IU)              | Đoạt giải | [ 129 ] |